# Official Dreamcast Magazine (revista americana)
A Official Dreamcast Magazine em tradução livre Revista oficial do Dreamcast foi uma revista de videogame para o Dreamcast publicada nos Estados Unidos. A edição inicial da revista "0" foi lançada em junho de 1999, três meses antes do lançamento do sistema. Esta edição apresentava Sonic the Hedgehog em uma capa preta, juntamente com a data de lançamento e alguns dos recursos exclusivos do sistema. A revista, em seguida, correu por doze edições do lançamento Dreamcast setembro de 1999 a março até abril de 2001, logo após Dreamcast foi interrompido. Cada edição vinha com um GD-ROM com demonstrações de jogos do Dreamcast. A edição final não veio com um disco. Isso foi explicado como a Sega procurando uma nova maneira de distribuir demos. O cancelamento foi aparentemente inesperado, pois a revista prometeu mais informações sobre a distribuição de demonstração em edições futuras e teve uma prévia para a próxima edição, onde o Phantasy Star Online seria analisado. Muitos dos funcionários passaram a trabalhar na Official Xbox Magazine.
A revista foi publicada bimestralmente, mas durante a temporada de festas de 2000, as edições foram vendidas mensalmente devido à disponibilidade de conteúdo relevante adicional para a temporada de compras.